# 石貫 (玉名市)
石貫（いしぬき）は、熊本県玉名市の大字。旧肥後国玉名郡石貫村。郵便番号は865-0008。当地には国指定の文化財にも指定されている石貫ナギノ横穴群や石貫穴観音横穴など、良質な阿蘇凝灰岩を利用した文化財が多くある。

## 地理
玉名市北部の菊池川に注ぐ繁根木川中流域、北東、伊倉台地の南端に位置し、北側で三ツ川、東で三ツ川・青木、南東で玉名、南で玉名及び富尾、東側で立願寺、北東で荒尾市樺と接している。
また地内には石貫1〜5区といった行政区が設置されており、これらの行政区は市立小・中学校の校区やゴミ捨ての区域などに用いられている。

### 安世寺地区
当地の東部に位置する。安世寺という地名は、戦乱で消失したという15世紀に当地内に創建された安世寺という寺院の名に由来する。字安世寺にある石貫穴観音横穴は「お観音さん」の掘られた平安時代初期当時から千年以上にわたって周辺住民によって絶えず手入れがなされている。また、石貫ナギノ横穴群を含む石貫穴観音横穴を中心とした地域の景観を守るため、玉名市景観計画によって字安世寺を含む周辺地域は建築物の建築等の制限がされている。

### 河川
- 繁根木川

### 山岳
- 観音岳

## 歴史
当地はかつて養蚕業が盛んであった。

### 中世
建久7年（1196年）に俊芿が観音岳の頂上に正法寺を建立すると、建永2年（1207年）に俊芿の跡を継いだ覚俊が大平野寺院を太平寺に建立した。元徳2年（1330年）には菊池武時が永平寺の大智を招き、当地に広福寺を建立したとされる。現在、菊池氏の寄進状などの広福寺文書や、大智の墨跡
などは国重要指定文化財に指定されている。石貫の前身である石貫村は南北朝時代頃からあった。

### 近代以降
明治7年（1874年）には石貫小学校が設立された（のちの玉名市立石貫小学校）。大正10年（1921年）に石貫ナギノ横穴群と石貫穴観音横穴は熊本県内の5箇所の装飾古墳とともに、装飾古墳としては全国初の国の史跡に登録された。
平成30年（2018年）に石貫小学校は玉名市立玉陵小学校に統合されたが、跡地は文化財の保存施設として活用することが検討されている。

### 沿革
- 南北朝時代〜戦国時代頃 - 玉名郡玉名荘西郷のうちに見える。
- 明治7年（1874年） - 下石貫村を合併。
- 明治9年（1876年） - 北石貫村を合併。
- 明治22年（1889年） - 石貫村の大字となる。
- 昭和29年（1954年） - 所属が玉名市となる。

## 人口と世帯数
2022年（令和4年）8月31日現在の世帯数と人口は以下の通りである。
| 行政区  | 世帯数    | 人口    |
| ------- | --------- | ------- |
| 石貫1区 | 123世帯   | 333人   |
| 石貫2区 | 72世帯    | 179人   |
| 石貫3区 | 17世帯    | 44人    |
| 石貫4区 | 61世帯    | 157人   |
| 石貫5区 | 52世帯    | 131人   |
| 計      | 1,239世帯 | 2,561人 |

### 人口の変遷
| 統計年             | 統計年 | 人口 | 人口 |
| ------------------ | ------ | ---- | ---- |
| 1995年（平成7年）  | [ 9 ]  | 916  |      |
| 2000年（平成12年） | [ 10 ] | 906  |      |
| 2005年（平成17年） | [ 11 ] | 945  |      |
| 2010年（平成22年） | [ 12 ] | 865  |      |
| 2015年（平成27年） | [ 13 ] | 846  |      |
| 2020年（令和2年）  | [ 14 ] | 786  |      |

## 小・中学校の学区
市立小・中学校に通う場合、学区は以下の通りとなる。
| 町丁 | 小学校             | 中学校             |
| ---- | ------------------ | ------------------ |
| 全域 | 玉名市立玉陵小学校 | 玉名市立玉陵中学校 |

かつては当地に玉名市立石貫小学校があった。

## 交通

### 道路
- 熊本県道4号玉名八女線

- 玉名広域道路

### 鉄道
当地を九州新幹線（新大牟田駅〜新玉名駅間）が通過しているが、当地に駅は存在しない。鉄道を利用する場合の最寄り駅は新玉名駅となる。

### バス
当地内をバス路線は通っていない。

## 施設

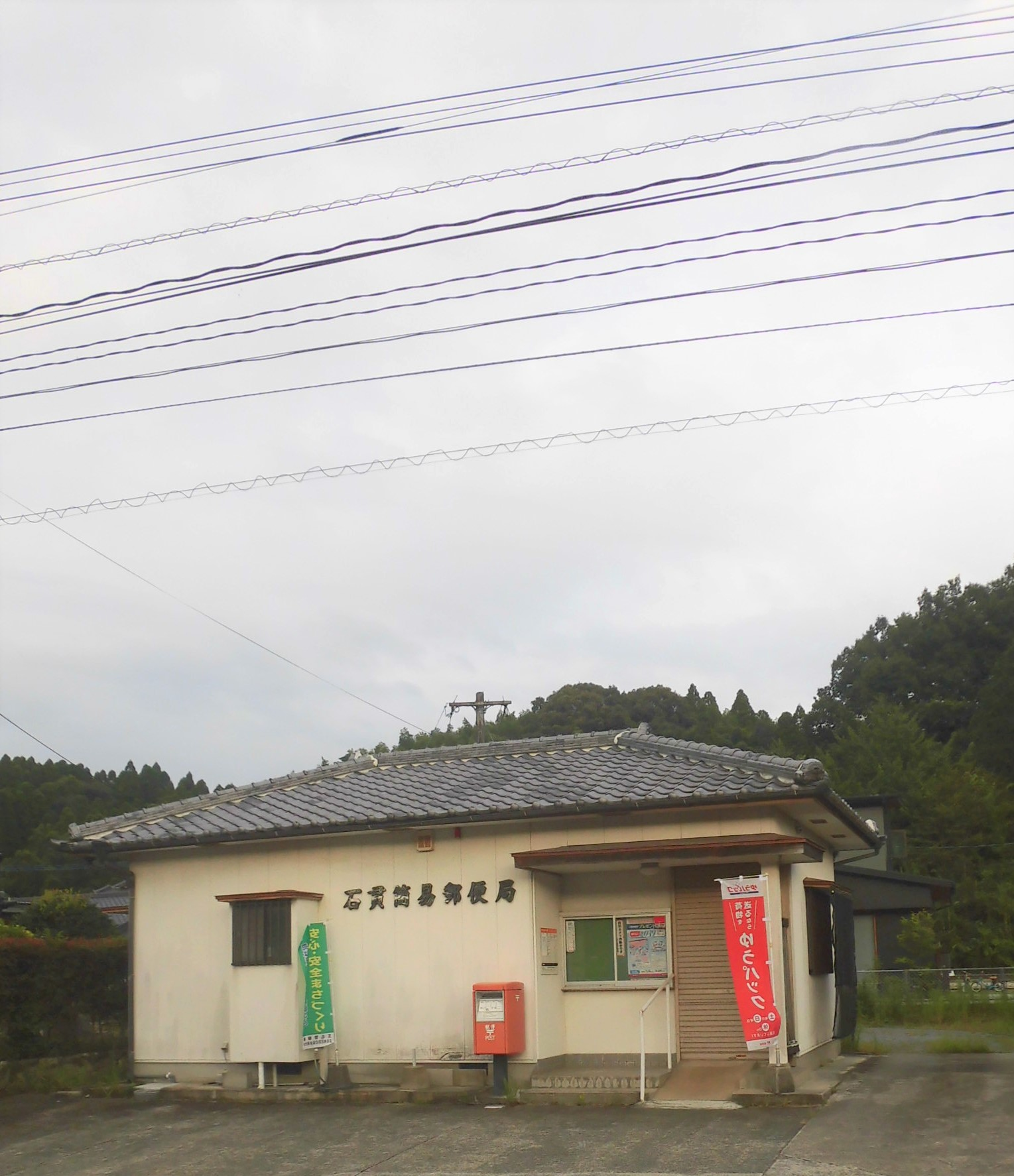
石貫簡易郵便局

- 石貫簡易郵便局

- 玉名カントリークラブ

- 石貫小学校跡

- 廣福寺

## 文化財

### 国指定
- 石貫ナギノ横穴群[16]

- 石貫穴観音横穴

- 紙本墨書広福寺文書(百八通) - 国指定重要文化財(古文書)[17]。熊本県立美術館にて保管。

### 市指定
- 一二三之橋架橋碑 - 重要有形文化財(歴史資料)。

- 石貫車橋 - 重要有形文化財(建造物)。

- 安世寺墓塔群 - 登録遺跡。